# Mari del sud (album)
Mari del Sud è un album di Sergio Endrigo, pubblicato nel 1982, ai cui testi collaborerà la moglie dell'artista, Maria Giulia Bartolocci, ad eccezione dei brani brani 'I barbari', scritto dal solo Endrigo e 'Pandora', il cui testo venne curiosamente scritto dal fumettista Hugo Pratt, che fu anche autore della copertina.
Nel brano Labirinto partecipa come corista anche Ivana Spagna.
Il brano Mal d'amore vede la partecipazione di Ornella Vanoni.

## Tracce

### Lato A
1. Mal d'amore (testo: Sergio Endrigo e Maria Giulia Bartolocci – musica: Sergio Endrigo)
2. Mari del Sud (testo: Sergio Endrigo e Maria Giulia Bartolocci – musica: Sergio Endrigo)
3. Amici (testo: Sergio Endrigo e Maria Giulia Bartolocci – musica: Sergio Endrigo)
4. Francesco Baracca (testo: Sergio Endrigo e Maria Giulia Bartolocci – musica: Sergio Endrigo)
5. Tip tap (testo: Sergio Endrigo e Maria Giulia Bartolocci – musica: Sergio Endrigo)

### Lato B
1. Labirinto (musica: Sergio Endrigo)
2. Pandora (testo: Hugo Pratt – musica: Sergio Endrigo)
3. I barbari (testo: Sergio Endrigo – musica: Sergio Bardotti)
4. Si comincia a Cantare (testo: Sergio Endrigo e Maria Giulia Bartolocci – musica: Fio Zanotti e Sergio Bardotti)

## Formazione
- Sergio Endrigo – voce
- Paolo Gianolio – chitarra
- Davide Romani – basso
- Mauro Gherardi – batteria
- Fio Zanotti – tastiera
- Luciano Stella – programmazione
- Tino Fornai – violino
- Enzo Feliciati – tromba
- Enzo Soffritti – tromba
- Sandro Comini – trombone
- Tony Sherret – sassofono tenore
- Rudy Trevisi – sassofono contralto
- Giampiero Lucchini – flauto
- Paolo Cardini – oboe
- Angela Ben, Antonella Pepe – cori